# Konrad Marwinski
Konrad Ferdinand Marwinski (* 16. Januar 1934 in Königsberg; † 22. Juli 2019 in Weimar) war ein deutscher Historiker und Bibliothekar.

Konrad Marwinski kam nach Ende des Krieges nach Thüringen. Am Gymnasium Eisenach legte er das Abitur ab. Er absolvierte eine Fachausbildung zum Bibliothekar an wissenschaftlichen Bibliotheken an der Deutschen Bücherei in Leipzig. An der Universität Leipzig und der Humboldt-Universität zu Berlin belegte er zwei Fernstudiengänge zu den Fächern Geschichte und Bibliothekswissenschaft. Ab 1956 war er für 13 Jahre an der Thüringischen Landesbibliothek in Weimar tätig. Seit Sommer 1969 war er an der Universitätsbibliothek Jena Leiter der Informationsabteilung und wurde später stellvertretender Direktor für Erwerbungs- und Erschließungsaufgaben. Er wurde 1975 an der Universität Leipzig mit einer Arbeit über thüringische Geschichtsvereine im 19. Jahrhundert promoviert.
Im April 1990 übernahm er das Amt des Direktors der UB Jena. Dieses Amt hatte er bis zu seinem Eintritt in den Ruhestand Ende Mai 1999 inne. Zu seinen Aufgaben zählten die Modernisierung der Bibliothek und ihre Integration in das gesamtdeutsche Bibliothekssystem. Wesentliche Verdienste erwarb er sich durch die Neugründung der Historischen Kommission für Thüringen sowie der Wiedergründung des traditionsreichen Vereins für Thüringische Geschichte, deren Vorsitzender er ab Mai 1990 für mehr als zwei Jahrzehnte war. Anlässlich seines 80. Geburtstages wurde er zum Ehrenmitglied des Vereins gewählt. Marwinski wurde Mitglied der Historischen Kommissionen für Thüringen, Sachsen und Hessen. Er war einer der Mitherausgeber der Fachzeitschrift Bibliothek Forschung und Praxis.
Seine Arbeitsschwerpunkte waren das Buch- und Bibliothekswesen in seiner Geschichte und Gegenwart, die thüringische Geschichte und die Entwicklung der thüringischen Geschichtsvereine. Marwinski war von 1961 bis zu ihrem Tod mit der Bibliothekarin Felicitas Marwinski (1937–2019) verheiratet, mit der er 2018 gemeinsam das Verdienstkreuz am Bande des Verdienstordens der Bundesrepublik Deutschland erhielt.

## Schriften
- Von der Hofbuchdruckerei zum Verlag Böhlau. Geschichte der Hofbuchdruckerei in Weimar von den Anfängen bis 1853. Böhlau, Weimar 1974.
- mit Lothar Bohmüller: Bibliotheksalltag 1820. Aus den Diensttagebüchern des Jenaer Universitätsbibliothekars Georg Gottlieb Güldenapfel und seiner Mitarbeiter (= Beiträge zur Geschichte der Universitätsbibliothek Jena. Bd. 3). Universitätsbibliothek, Jena 1988, ISBN 3-910014-04-6.
- mit Felicitas Marwinski und Klaus Stollberg: 450 Jahre Kirchenbibliothek Sondershausen. Geschichte der Sammlungen und Katalog (= Veröffentlichungen des Historischen Vereins für Schwarzburg, Gleichen und Hohenlohe in Thüringen e.V. Bd. 6). Vopelius, Jena 2008, ISBN 978-3-939718-43-7.